# Aaron Ashby
Aaron Phillip Ashby (Kansas City, Misuri, 24 de mayo de 1998), más conocido como Aaron Ashby, es un jugador profesional estadounidense de béisbol que se desempeña en la posición de lanzador en Milwaukee Brewers, equipo de las Grandes Ligas de Béisbol (MLB).

## Carrera
En 2021, Ashby hizo su debut en la MLB con el equipo Milwaukee Brewers, donde lleva jugando tres temporadas.